# Five Nights at Freddy's: Security Breach
Five Nights at Freddy's: Security Breach (алтернативно известна като Five Nights at Freddy's 9  ) е видео игра на ужасите за оцеляване от 2021 г., разработена от Steel Wool Studios и публикувана от ScottGames . Това е деветата основна част от поредицата Five Nights at Freddy's и тринадесетата игра като цяло, развиваща се след събитията от Five Nights at Freddy's: Help Wanted .  Играта се различава от предишните във франчайза, включвайки само една нощ вместо пет и геймплей със свободен роуминг .  Играчът поема ролята на младо момче на име Грегъри, което трябва да избегне враждебни аниматронни герои и жена нощен пазач в голям търговски център, разкривайки неговите болезнени тайни, докато се опитва да оцелее до сутринта.
Играта беше пусната цифрово на 16 декември 2021 г. за Microsoft Windows, PlayStation 4 и PlayStation 5, с портове за други платформи, планирани да бъдат пуснати на по-късни дати. Физическата версия за PlayStation 4 и PlayStation 5 беше пусната на 1 април 2022 г. Версиите на Xbox One и Xbox Series X/S на играта бяха пуснати на 22 ноември 2022 г. Играта получи смесени отзиви от критиците. Безплатно DLC разширение, озаглавено Ruin, беше обявено за пускане през 2023 г.

## Игра
Играчът поема контрола над младо момче на име Грегъри, което е заключено в пицаплекса на Фреди Фазбеър, пълен с убийствена аниматроници, като трябва да изпълни множество мисии, за да оцелее през нощта и да избяга. Аниматрониката в стил 1980 или „ Глем рок “, открита в търговския център, включва Глем рок Фреди, Глем рок Чика, Монтгомъри Гейтър, Роксан Улф, Гледачът, Глем рок ендоскелетите, the Wind-Up Music Men и DJ Music Man. Грегъри ще срещне и други видове врагове, като например Ванеса, охранителят; Вани, корумпирана и убийствена жена в костюм на заек; и роботизираният персона, които може да предупреди враговете за местоположението на Грегъри.
В предишните игри Фреди е виден антагонист, но в тази Глем рок Фреди помага на Грегъри да избегне другите аниматроници. Фреди има отделение в стомаха си, което е „запазено за огромни торти за рожден ден и пиняти“, в което Грегъри се крие. Докато е вътре в „люка за торта за рожден ден“ на Фреди, Грегъри може да види през очите на Фреди и да го използва, за да премине през повечето други аниматроници без проблеми; това обаче няма да заблуди някои от враговете, като например Муун и Вани. Освен това, Фреди има ограничена мощност на батерията и ако тя е изтощена, той ще трябва да презареди на станция за зареждане. В противен случай той ще се повреди и ще убие Грегъри, ако е вътре в него, когато мощността му свърши. Фреди получава хардуерни надстройки по време на развитието на играта и може да придобие две удължения на живота на батерията си, както и способностите да претоварва гласово активирани ключалки и да зашеметява други роботи, да разбива огради, заключени с верига, и да намира колекционерски предмети. Фреди може също така да дава съвети на Грегъри, преки пътища или предупреждения за предизвикателствата и враговете, с които ще се сблъска в мола. 
Противниците ще стават по-силни с напредването на нощта, така че играчът трябва да се адаптира към заобикалящата го среда, за да оцелее. Грегъри може да се скрие, за да избегне врагове или да събори предмети, за да ги разсее. Бягането отнема издръжливостта и ако тя е ниска, Грегъри няма да може да се движи бързо. Някои конфронтации ще изискват използването на стратегия, за да се избегне залавянето. Грегъри има фенерче, което може да използва, за да вижда на тъмни места и носи устройство, наречено „Faz-Watch“ на китката си, където има достъп до мисиите, системата на камерата и местоположението си в мола, както и да комуникира с Фреди.  Фенерчето обаче има ограничена мощност и трябва да се презарежда често. Има и два вида оръжия, които могат да се използват за временно зашеметяване на някои врагове: „Faz Camera“ и „Fazerblaster“. Faz Camera може да зашемети всички податливи врагове пред играча, но има продължително време за презареждане между използванията. Fazerblaster ,от своя страна, може да се използва по-често от Faz Camera, с шест изстрела, преди да се наложи презареждане, но зашеметява само един аниматроник или роботизиран пресонал и само с успешен изстрел в главата.  Има множество пътища и  сценария на край на играта в зависимост от изборите, направени от играча. Има и опция да се избяга през  офиса. За разлика от предишните игри, тази игра позволява безплатен роуминг и битки, включва битки с босове (като някои са по избор). Цялата игра се провежда в една нощ, която продължава шест игрови часа, като времето напредва с развитието на историята. Миниигрите са представени като аркадни игри.

## Сюжет
В Mega Pizzaplex на Freddy Fazbear, голям търговски център, съсредоточен около своите аниматронични талисмани, Глем рок Фреди Фазбеър ( Келън Гоф), Глем рок Чика (Хедър Мастърс), Монтгомъри "Монти" Гейтор (Камерън Милър) и Роксан "Рокси" Улф (Марта Светек) се готвят да играят пред публика. По време на представлението Фреди получава техническа неизправност и се изключва, рухвайки на сцената и прекъсвайки представлението.
Фреди се събужда в стаята си в Rockstar Row, където открива, че младо момче на име Грегъри (Марта Светек) се крие в стомаха му. Ванеса (Хедър Мастърс), жена нощна охрана и единствен човек в персонала през нощта, нарежда на всички аниматроници и роботи на служителите – повечето от които мистериозно са станали агресивни без нейното знание – да потърсят Грегъри. Въпреки това, неизправността на Фреди и страхът на Грегъри от Ванеса го карат да не се подчини на заповедите на пазача и вместо това да насочи Грегъри към фоайето на Pizzaplex, само за да може молът да се заключи за през нощта, хващайки Грегъри вътре. Фреди продължава да помага на Грегъри да оцелее през нощта, докато намерят друг изход или входните врати се отворят отново в 6:00 сутринта След като се изплъзва на Ванеса и аниматрониците и намира убежище в офис на охраната, Грегъри успява да получи достъп до системата за наблюдение на мола. В опит да получи значки за сигурност на високо ниво, за да получи достъп до определени части на търговския център, Грегъри влиза в детската градина на мола и се натъква на придружителя (Келън Гоф) в неговата приятелска, но властна форма на слънце. Спиране на електрозахранването принуждава Грегъри да се изправи срещу враждебното алтер его на Сън, Муун. Грегъри успява да възстанови захранването на детската градина, но Сън изритва Грегъри, защото е изключил светлините и предупреждава аниматрониците за местоположението му, преди да бъде спасен от Фреди.
Грегъри е заловен от Ванеса и по-късно е затворен в стая за изгубени и намерени. Внезапно Вани (Марта Светек) – жена в бял костюм на заек, отговорна за препрограмирането на аниматрониците, с цел убийството на Грегъри – се приближава към него и той избягва, преди да се събере отново с Фреди. Грегъри и Фреди се впускат в мазето, където Муун им устройва засада и залавя Фреди. Грегъри продължава през мазето и избягва аниматронните ендоскелети, преди да намери Фреди разпитван и заплашван от Ванеса. Ванеса заявява, че няма данни за Грегъри в базата данни на мола и обвинява Фреди, че е бил в заговор с Грегъри. След като Ванеса си тръгва. Грегъри освобождава и поправя Фреди. Грегъри е изправен пред проучване на атракциите на Атриума, за да се бори или с Монти за ноктите му, или с Чика за нейната гласова кутия, с която да надгради Фреди, придобивайки инструмент, който може временно да дезориентира аниматрониците и роботизираният персонал, които се срещат през целия път. След инсталирането на ноктите на Монти или гласовата кутия на Чика, Грегъри и Фреди избягват големия DJ Music Man и със сила отнемат очите на Рокси, за да подобрят още повече Фреди.
6:00 сутринта пристига малко след завършване на надграждането на окото и вратите се отварят, но Ванеса излъчва съобщение, призоваващо Грегъри да се срещне с нея за награда. Разкрива се, че „наградата“ са няколко записани съобщения на Ванеса и непозната жена, подложени на терапевтични сесии. Грегъри има избор или да напусне мола, да остане, за да продължи да изследва тайните на Pizzaplex и да се опита да разреши оставащите мистерии, или да се изправи срещу Вани, която е отговорна за няколко случая на изчезнали деца в Pizzaplex.

### Възможни сценария за край на играта
Съществуват общо шест завършека на играта, всеки маркиран с една до три златни звезди след финалните сцени.
- ★ Краят на алеята — Ако Грегъри излезе през главния вход, се разкрива, че той е бездомен и се връща в картонената кутия, в която е живял, използвайки вестник със снимки на предишните изчезнали деца на първа страница като одеяло. Грегъри се опитва да заспи, докато сянката на Вани изпълва мъгливата уличка, което показва, че Вани го е намерила.
- ★★ Краят на The Getaway — Ако Грегъри тръгне през товарния док, той успява да избяга с Фреди във ван и използва батерията му, за да презареди Фреди, след като той се е изтощил. Статия във вестник съобщава, че Фреди е заменен с Глем рок Мистър Хипо, който свири на триангел, докато Монти заема позицията на водещ вокалист.
- ★★ Край на Burntrap — Ако играчът се върне назад, за да победи Монти или Чика, за да надстрои напълно Фреди, тогава Грегъри и Фреди могат да напреднат под конструкцията в Roxy's Raceway и да намерят затрупаните руини на изгорелия Freddy Fazbear's Pizza Place, който е потънал под земята през крастова дупка и затрупан от боклука на Pizzaplex. Фреди си спомня, че е бил доведен там от Вани в миналото, за да разчисти път до неизвестно място в сутерена на Pizza Place. Те се сблъскват с чудовищна амалгама от по-стари аниматроники, наречена „Петното“. Духът на Уилям Афтън, съосновател на Fazbear Entertainment и немъртви сериен убиец, който е манипулирал събитията зад кулисите, след като преди това е промил мозъка на Вани, се появява в частично възстановено тяло "Burntrap" и се опитва да поеме контрола над Фреди, принуждавайки Грегъри да се бие Афтън, Петното и останките на Чика, Монти и Рокси сами, докато са под заплаха Фреди да се обърне срещу него. Битката кара руините да изгорят и принуждава Грегъри и Фреди да избягат. Петното отвлича Афтън, оставяйки съдбата им неизвестна, което позволява на главните герои да избягат от Pizzaplex. Двамата си почиват на върха на хълм, наслаждавайки се на изгрева. Този край се счита за каноничен и води към предстоящото DLC 2023 Ruin .
- ★★ Към края на покрива — Ако се съберат определен брой колекционерски предмети и Фреди бъде надграден, Грегъри и Фреди решават да подпалят търговския център с помощта на запалими плюшени предмети, преди да се изправят срещу Вани на покрива. Фреди сваля Вани от покрива, унищожавайки и двамата; Грегъри разобличава Вани, която се оказва жена, идентична на външен вид като Ванеса. Ванеса, застанала на покрива, тъжно гледа надолу към телата на Фреди и Вани, докато пламъците се разрастват. Новинарска статия съобщава, че Pizzaplex е изгорял и че запалимите играчки Fazbear са изтеглени.
- ★★ Край на Разглобената Вани — Ако Грегъри и Фреди решат да се бият с Вани в скривалището й във Fazer Blast, Вани ще нареди на роботите от персонала да разглобят Фреди, принуждавайки Грегъри да се изправи сам срещу нея. Той успява да грабне устройството на Вани и нарежда на роботите да я „ разглобят “. Грегъри се приближава до повредения Фреди, който утешава момчето, преди да се изключи. Новинарска статия съобщава, че Pizzaplex е затворен поради опасения за здравето и планира да отвори отново следващия сезон.
- ★★★ Край на Redemption — Ако Грегъри завърши трите аркадни игри Princess Quest, вместо да реши да убие Вани,  той открива, че роботите на мола са затворени и маската на Вани е изхвърлена. Той бяга с все още активната глава на Фреди в спортна чанта, а Ванеса се присъединява към него. Тримата почиват на върха на хълм, наслаждавайки се на изгрева, докато Грегъри и Ванеса ядат сладолед.

## Разработване и освобождаване
На 8 август 2019 г., на петата годишнина на първата игра, Скот Каутън публикува нов тийзър на своя уебсайт, подсказващ за осмата част от поредицата. Тийзърът изобразява модерен търговски център, съдържащ версии в стила на 80-те на Фреди, Чика и два нови аниматроника, играещи за развълнувана тълпа. През следващите месеци различни герои в играта бяха показани в няколко тийзъра като новата аниматроника и героя Вани от Help Wanted . На 21 април 2020 г. имената на героите изтекоха от списъка с предстоящи продукти на Funko и беше разкрито, че заглавието е Five Nights at Freddy's: Pizza Plex . На следващия ден Cawthon потвърди изтичането на информация, но заглавието не е официално. Cawthon също обяви, че играта е планирана да бъде пусната в края на 2020 г. 
На 16 септември 2020 г. беше пуснат тийзър трейлър за играта по време на събитието PlayStation 5 Showcase, разкривайки нови стаи заедно с главното лоби и нова аниматроника. В края на презентацията беше обявено, че играта ще бъде пусната за Windows, PlayStation 4 и PlayStation 5 и може да се появи на други платформи на по-късна дата.  На 17 ноември обаче Cawthon обяви, че поради пандемията от COVID-19 и новите допълнения към играта, играта е отложена за началото на 2021 г. 
На 25 февруари 2021 г., по време на предаването на живо на Sony Interactive Entertainment за състоянието на играта, беше пуснат първият трейлър за геймплей, показващ различни области и герои в играта.
На 1 септември 2021 г. Steel Wool стартира нов уебсайт, озаглавен Security Breach TV, за да хоства нови тийзъри за Security Breach. Само седмица по-късно, на 7 септември, първият видео тийзър беше публикуван в Security Breach TV в стила на старомоден анимационен филм, наречен Freddy & Friends: On Tour!, с участието на основните четири героя от оригиналната игра . През следващите месеци уебсайтът беше актуализиран с повече видео тийзъри, съдържащи тайни изображения и тийзъри във видеоклиповете.
По време на PlayStation State of Play на 27 октомври 2021 г. беше показан последният трейлър, включващ другите аниматроници на Глем рок, както и геймплей, кътсцени и механика. Датата на излизане на играта също беше разкрита, а именно 16 декември 2021 г.  Изданията за Xbox One и Xbox Series X/S са предвидени за пускане на 22 ноември 2022 г.
Актуализация беше пусната на 28 февруари 2022 г., която поправи много проблеми и грешки, присъстващи в играта, като същевременно улесни трудността на играта.

### Спин-оф
На 28 април 2021 г. Cawthon обяви, че поради неочаквания размер на играта, нейното пускане е отложено допълнително.  Като компенсация за играчите, Cawthon пусна безплатна beat 'em up spin-off игра, озаглавена Security Breach: Fury's Rage . 

### Свързани медии и стоки
Преди пускането на Security Breach, на 30 октомври 2020 г., Funko пусна линия от екшън фигурки от Глем рок аниматроници и колекционерски мистериозни мини.  На 20 май 2021 г. Funko пусна и две 12-инчови статуи: едната на Глeм рок Фреди и Грегъри, които се крият от Вани, а другата на Вани и нощния пазач Ванеса от двете страни на растение в саксия.